# روس‌ها در ارمنستان
روس‌ها در ارمنستان (روسی: Русские в Армении، آوانگاری: Russkiye v Armenii, ارمنی: Ռուսները Հայաստանում، آوانگاری: Rrusnery Hayastanum) به افرادی از قومیت روس گفته می‌شود که در ارمنستان زندگی می‌کنند و دومین اقلیت بزرگ این کشور (بعد از ایزدیان) را تشکیل می‌دهند. در سرشماری ۲۰۲۲، تعداد ۱۴٬۰۷۴ روس در ارمنستان شمارش شدند که حدود ۰٫۵٪ از کل جمعیت ارمنستان را تشکیل می‌دهند.

## تاریخ
اولین مهاجرت گسترده روس‌ها به ارمنستان در حدود سال ۱۸۴۰ اتفاق افتاد، زمانی که هزاران مسیحی غیرارتدکس از مرکز روسیه و نووروسیه و دیگر قبایل غیرارتدوکس در این سرزمین تازه فتح‌شده اسکان داده شدند. با دستور این مهاجرت در سال ۱۸۳۰، نیکلاس اول سعی داشت یک‌باره ارتدکس‌گری روسی را از هترودوکس‌ها پاک کند و سرزمین‌های تازه‌الحاق‌شده را با اسلاوهای قومی که بار ساخت‌وساز امپریالیستی را به دوش بکشند، پر کند. حدود ۵۰۰۰ نفر از نسل‌های آن‌ها همچنان در کشور باقی‌مانده‌اند.
پس از جنگ روسیه و ترکیه در سال‌های ۱۸۲۸–۱۸۲۹، بسیاری از روس‌ها به ارمنستان روسی مهاجرت کرده و مشاغل و کلیساهایی را تأسیس کردند و در سرتاسر شمال غرب کوهستانی کشور اسکان یافتند. در دوران شوروی، تعداد بیشتری روس به جمهوری سوسیالیستی ارمنستان شوروی مهاجرت کردند و در صنعت و امور دفتری مشغول به کار شدند. مهاجرت خارجی روس‌ها پس از سال ۱۹۹۰ افزایش یافت، در زمانی که شرایط اقتصادی به شدت بدتر شد و زبان ارمنی به عنوان زبان رسمی کشور شناخته شد.
روستاهای سنتی روسی هنوز هم در مناطقی مانند آماسیا، آشوتسک (شیراک)، سوان و سمئون‌وکا (استان گغارکونیک)، فیولتوو، لرمانتوف، پوشکینو، سوردلوف، لرنانتسک، مدوکا، لرهوویت، پترووکا، تاشیر و میکائیل‌اوفسکا (استان لوری) یافت می‌شود.

### مهاجرت پس از تهاجم روسیه به اوکراین در سال ۲۰۲۲
پس از تهاجم روسیه به اوکراین در سال ۲۰۲۲، تعداد زیادی از روس‌ها (به ویژه در بخش صنعت فناوری اطلاعات) از روسیه به ارمنستان مهاجرت کردند. عمدتاً به دلیل تحریم‌ها و سرکوب مخالفت‌ها با جنگ این مهاجرت‌ها شکل می‌گرفت. اکثریت آن‌ها در شهرهای ایروان و گیومری ساکن شدند و به‌طور غیرمستقیم باعث افزایش قیمت‌های املاک محلی شدند. به عنوان مثال، قیمت آپارتمان‌های ارمنستانی برای فروش در سال ۲۰۲۲ نسبت به سال ۲۰۲۱ بسیار بیشتر شد. هزینه آپارتمان‌ها در مرکز شهر به‌طور متوسط ۱۰۹٬۰۰۰ درام افزایش یافت (حدود ۲۷۳ یورو). موج دیگری از روس‌ها در سپتامبر و اکتبر به ارمنستان مهاجرت کردند، زیرا سیاست سربازی اجباری شهروندان روسی در ادامه جنگ انجام شد.
وضعیت روس‌ها در ارمنستان از نظر زبان و تحصیل پیچیده شده است. در دوران شوروی، مدارس زبان روسی بسیار مورد توجه بودند، اما بسیاری از آن‌ها پس از سال ۱۹۹۱ منحل شدند. بسیاری از مدارس مخصوص زبان روسی همچنان فعال هستند اما به دلیل تأثیر روسیه بر این مدارس، مورد انتقاد قرار دارند. در نتیجه، بسیاری از روس‌ها که با کودکان خود به ارمنستان پناه آورده‌اند، در یافتن مدارس روسی که وابسته به مسکو نباشند، دچار مشکل شده‌اند. روسیه فشارهایی به ایروان وارد کرده است تا مدارس روسی بیشتری افتتاح کند اما تا کنون موفقیت‌آمیز نبوده است.
در عین حال، مشکلاتی در خصوص وضعیت زبان روسی نیز وجود دارد. با ورود مهاجران روسی پس از سال ۲۰۲۲، بسیاری نگران این هستند که استفاده از زبان ارمنی در برابر روسی و انگلیسی کاهش یابد. گزارش‌ها حاکی از آن است که بسیاری از مهاجران روسی نیازی به یادگیری زبان ارمنی احساس نمی‌کنند و بسیاری از مدارس روسی نیز زبان ارمنی را به عنوان یک موضوع اجباری تدریس نمی‌کنند. با این حال، بسیاری از مهاجران روسی با کودکان احساس می‌کنند که برای بهتر ادغام شدن با جامعه، فرزندانشان باید زبان ارمنی را بیاموزند.

## کلیساهای ارتدوکس روسی در ارمنستان

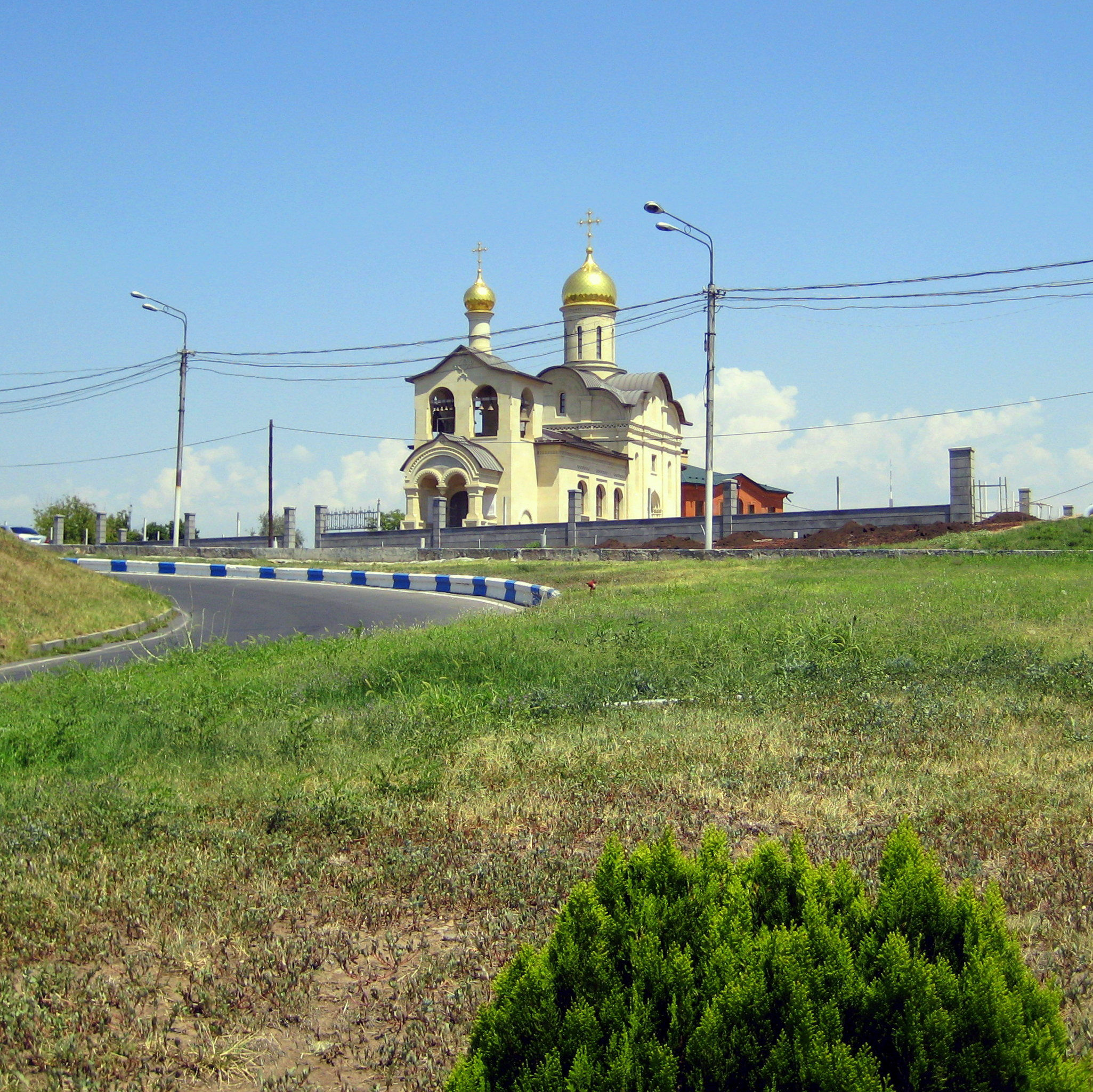
کلیسای صلیب مقدس در ایروان